# Емил Цанински
Емил Иванов Цанински е бивш български футболист, нападател.

## Биография
Роден е на 19 декември 1957 г. в Мокреш. Играл е за Монтана (1978 – 1999) и Радецки (Козлудуй). През 2001 г. е старши треньор на отборът на Монтана. В периода 2005 – 2015 е директор на ДЮШ на Монтана.